# Lokomotiv-Biləcəri FK
Futbol Klubu Lokomotiv Biləcər was een Azerbeidzjaanse voetbalclub uit Biləcəri. De club werd opgericht in 2011 en speelde in de Azərbaycan Birinci Divizionu. De basis van het team was het onder 17 team van FK Bakoe dat in 2010/11 landskampioen geworden was. Het eerste seizoen was met een zesde plaats het beste resultaat. In februari 2015 werd de club opgeheven nadat de spelers al een jaar niet betaald waren.